# Супутник (премія)
Премія «Супутник» (англ. Satellite Awards) — це щорічна нагорода від Міжнародної академії преси, яка відзначає найкращих в індустрії розваг, кіно та телебачення Раніше нагорода мала назву «Золотий Супутник». Церемонія нагородження щороку відбувається в готелі InterContinental у Лос-Анджелесі.
У 2011 році кількість категорій премії була зменшена з 22 до 19, зміна відбулася за рахунок злиття окремих категорій драми і комедії під загальним заголовком «Найкращий фільм», в тому числі було аналогічно вчинено і з категоріями кращого актора та акторки, а також кращого актора другого плану та акторки другого плану.

## Категорії

### Кіно
- Найкращий актор (з 2011 року об'єднує в собі окремі нагороди за драму, мюзикл і комедію)
- Найкраща акторка (з 2011 року об'єднує в собі окремі нагороди за драму, мюзикл і комедію)
- Найкращий анімаційний або комбінований фільм
- Найкращий художник-постановник
- Найкращий акторський склад (або ансамбль) (з 2004 року)
- Найкраща операторська робота
- Найкращий дизайн костюмів
- Найкращий режисер
- Найкращий документальний фільм
- Найкращий монтаж
- Найкращий фільм (з 2011 року об'єднує в собі окремі нагороди за драму, мюзикл і комедію)
- Найкращий фільм іноземною мовою
- Найкраща оригінальна музика
- Найкраща оригінальна пісня
- Найкращий адаптований сценарій
- Найкращий оригінальний сценарій
- Найкращий звук (з 1999 року)
- Найкращий актор другого плану (з 2011 року об'єднує в собі окремі нагороди за драму, мюзикл і комедію)
- Найкраща акторка другого плану (з 2011 року об'єднує в собі окремі нагороди за драму, мюзикл і комедію)
- Найкращі візуальні ефекти

### Телебачення
- Найкращий актор драматичного серіалу
- Найкращий актор в комедійному серіалі або мюзиклі
- Найкращий актор в мінісеріалі або телефільмі
- Найкраща акторка драматичного серіалу
- Найкраща акторка в комедійному серіалі або мюзиклі
- Найкраща акторка в мінісеріалі або телефільмі
- Найкращий акторський склад (або ансамбль) (з 2005 року)
- Найкращий драматичний серіал
- Найкращий комедійний серіал або мюзикл
- Найкращий мінісеріал або телефільм (1996-1998, з 2011 року)
- Найкращий мінісеріал (1999-2010, в поєднанні з телефільмами)
- Найкращий телефільм (1999-2010, в поєднанні з мінісеріалами)
- Найкращий актор другого плану (з 2001 року)
- Найкраща акторка другого плану (з 2001 року)